# Elektronsko bojevanje
Elektronsko bojevanje (angleško electronic warfare, s kratico EW) je vsaka vojaška akcija, kjer se uporablja elektromagnetno valovanje ali usmerjena energija za nadzor elektromagnetnega spektra za neposreden napad na nasprotnika ali pa onemogočanje nasprotnikove uporabe elektromagnetnega spektra z zagotavljanjem nemotene lastne uporabe le-tega. Namen elektronskega bojevanja je nasprotniku preprečiti prednost in zagotoviti zavezniškim enotam neoviran dostop do EM spektra. Uporaba prijemov elektronskega bojevanja ni omejena samo na uporabo radijskega valovanja. Elektromagnetno vojskovanje se lahko izvaja iz zraka, morja, kopenskih površin ali vesolja s sistemi s posadko in brez posadk ter lahko cilja komunikacije, radarje ali druge vojaške in civilne vire.

## Delitev elektronskega bojevanja
Elektronsko bojevanje se deli na tri veje:

### Elektronska podpora
Elektronska podpora se ukvarja z iskanjem in prestrezanjem elektromagnetnih signalov z namenom določanja njihovega položaja in vrste oddajnika, kar koristi pri zbiranju informacij o položaju in sposobnosti nasprotnika. Elektronske podpore kljub podobnosti ne smemo enačiti s prestrezanjem eletromagnetnega valovanja za namene zbiranja obveščevalnih informacij ali prisluškovanju radijskim komunikacijam (ELINT) ali za zbiranje podatkov o nasprotnikovih elektronskih sistemih (SIGINT).

### Elektronski napad
Glavni članek: Elektronski protiukrepi
Elektronski napad (včasih imenovan elektronski protiukrepi - ECM) je ime za metode, ki nasprotniku preprečujejo uspešno uporabo elektronskih sredstev, kot so senzorji in komunikacije (motenje elektronskih naprav) z namenom zmanjševanja bojne zmožnosti. To lahko vključuje napad na osebje, objekte ali opremo z namenom zmanjševanja, onemogočanja ali uničenja bojnih zmožnosti nasprotnika. V primeru elektromagnetne energije se ta dejanja najpogosteje imenujejo motenje (ang. jamming) in se lahko izvajajo na komunikacijskih sistemih ali radarjih. 
Po novejših definicijah v to kategorijo spada tudi uporaba protiradarskih orožij in orožij z usmerjeno energijo z namenom uničenja nasprotnikovih elektronskih zmogljivosti. V primeru orožij proti sevanju to pogosto vključuje rakete ali bombe, ki lahko sledijo specifičnemu signalu (radijskemu ali radarskemu) neposredno do trka, s čimer uničijo sistem, ki oddaja valovanje.

### Elektronska zaščita
Elektronska zaščita (včasih imenovana elektronski zaščitni ukrepi - EPM, ali elektronski proti-protiukrepi - ECCM) služi zaščiti lastnih sil pred delovanjem nasprotnikovih elektronskih protiukrepov ali pa proti lastnim silam, ki na druge lastne sile nenamerno sprožijo ekvivalenten elektronski napad. V to kategorijo sodijo prijemi za oteževanje prestrezanja elektromagnetnih signalov, preprečevanje širjenja neželjenih signalov in tudi ukrepi za zmanjšanje radarske opaznosti. Učinkovitost elektronske zaščite je sposobnost odziva na elektronski napad. Toplotne vabe (ang. flares), ki zmotijo infrardeče vodene rakete, da zgrešijo tarčo, se pogosto uporabljajo v vojaškem letalstvu. Uporaba logike, da izstrelek pri sledenju ignorira nasprotnikove vabe, je primer elektronske zaščite. 